# 陳登元
陳登元（?—?），字君聘，号心齋，別號耕蘭室主人，福建省臺北府淡水廳紅毛港沙崙人，清朝政治人物、同進士出身。

## 生平
光緒十八年（1892年），参加光緒壬辰科殿試，登進士三甲50名。同年五月，著交吏部掣签分发各省，以知县即用。